# Journée portes ouvertes
Pour les articles homonymes, voir portes ouvertes et JPO.

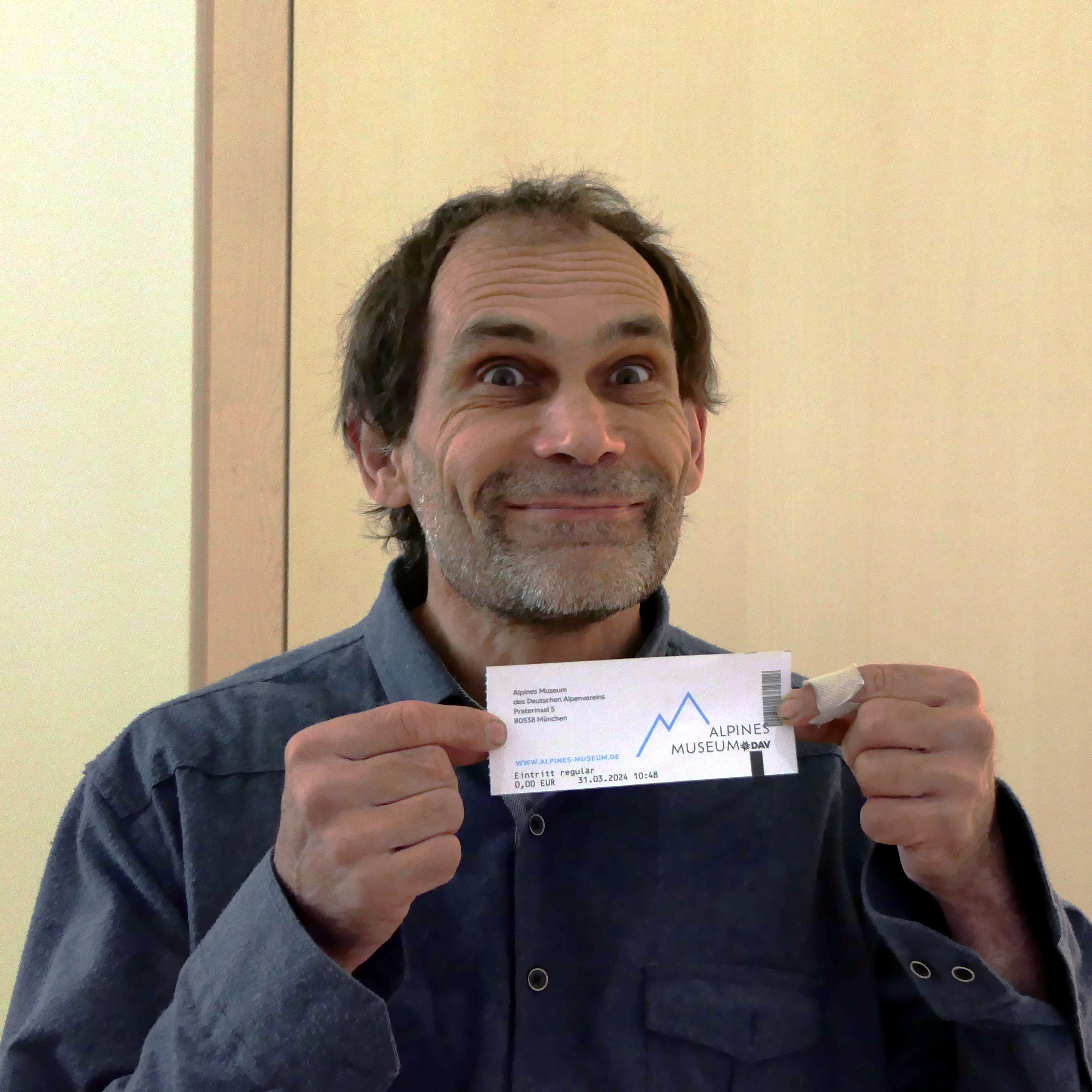
Journée portes ouvertes du musée alpin

Une journée portes ouvertes (JPO) est un événement durant lequel des monuments ou des lieux (historiques, industriels, …) d'accès généralement interdits au public sont exceptionnellement ouverts à la visite.
Cette idée a reçu un écho durable avec la naissance, en France, en 1984, des « Journées portes ouvertes dans les monuments historiques », qui s'est ensuite développée dans l'ensemble de l'Europe pour en devenir les Journées européennes du patrimoine.
Des journées portes ouvertes existent également dans d'autres contextes, par exemple pour visiter une école avant de s'y inscrire (participations à des cours, etc.) et pour mieux vendre ses produits dans le cadre d'une entreprise.